# D.o.A: Third and Final Report of Throbbing Gristle
Az 1978-as D.o.A: The Third and Final Report of Throbbing Gristle a Throbbing Gristle nagylemeze. Szerepel az 1001 lemez, amit hallanod kell, mielőtt meghalsz című könyvben.

## Az album dalai
| 1. | I.B.M.                        | Throbbing Gristle    | 2:35 |
| 2. | Hit by a Rock                 | Throbbing Gristle    | 2:32 |
| 3. | United                        | Throbbing Gristle    | 0:16 |
| 4. | Valley of the Shadow of Death | Peter Christopherson | 4:01 |
| 5. | Dead on Arrival               | Throbbing Gristle    | 6:08 |
| 6. | Weeping                       | Genesis P-Orridge    | 5:31 |

| 1. | Hamburger Lady     | Throbbing Gristle | 4:15 |
| 2. | Hometime           | Cosey Fanni Tutti | 3:46 |
| 3. | AB7/A              | Chris Carter      | 4:31 |
| 4. | E-Coli             | Throbbing Gristle | 4:16 |
| 5. | Death Threats      | Throbbing Gristle | 0:41 |
| 6. | Walls of Sound     | Throbbing Gristle | 2:48 |
| 7. | Blood on the Floor | Throbbing Gristle | 1:07 |

## Közreműködők
- Chris Carter – szintetizátor, billentyűk,
- Peter Christopherson – szintetizátor
- Genesis P-Orridge – basszusgitár, klarinét, hegedű, gitár, ének
- Cosey Fanni Tutti – gitár, ének, effektek

## Fordítás
Ez a szócikk részben vagy egészben a D.o.A: The Third and Final Report of Throbbing Gristle című angol Wikipédia-szócikk ezen változatának fordításán alapul.  Az eredeti cikk szerkesztőit annak laptörténete sorolja fel. Ez a jelzés csupán a megfogalmazás eredetét és a szerzői jogokat jelzi, nem szolgál a cikkben szereplő információk forrásmegjelöléseként.